# Saved My Life
«Saved My Life» —en español: "Salvó mi vida"—es una canción interpretada por la cantante y compositora australiana Sia, lanzado el 2 de mayo del 2020 después de su participación durante el festival de comedia en vivo "COVID Is No Joke" en línea presentado por Americares durante la Pandemia de enfermedad por coronavirus. Los ingresos de la canción están a beneficio hacia Americares y a CORE Response.

## Composición
La canción fue escrita por Furler, con colaboración de Greg Kurstin y la también cantante y compositora británica; Dua Lipa. "Saved My Life" presenta piano, teclados, bajo, batería y guitarra compuestos por Kurstin y su duración es de tres minutos con veinticinco segundos aproximadamente.

## Créditos
Créditos adaptados desde TIDAL
- Sia – voces, compositora.
- Dua Lipa – compositora.
- Greg Kurstin – compositor, productor, mezcla.
- Julian Burg – maquinista.
- Chris Gehringer – máster.